# 並木町 (秦野市)
並木町（なみきちょう）は、神奈川県秦野市に存在する町丁である。丁番を持たない単独町名であり、住居表示実施済み区域。

## 地理
並木町は、秦野市にある秦野盆地の西側、小田急小田原線渋沢駅から少し北西側に位置する。同市の西地区に存在する町丁である。周辺は北東で弥生町、東で春日町、南で沼代新町、西や北で堀西とそれぞれの同じ西地区の町丁や大字と接する
。

## 世帯数と人口
2023年（令和5年）4月1日現在（秦野市発表）の世帯数と人口は以下の通りである。
| 町丁   | 世帯数  | 人口    |
| ------ | ------- | ------- |
| 並木町 | 663世帯 | 1,465人 |

### 人口の変遷
国勢調査による人口の推移。
| 年                 | 人口  |
| ------------------ | ----- |
| 1995年（平成7年）  | 1,711 |
| 2000年（平成12年） | 1,696 |
| 2005年（平成17年） | 1,686 |
| 2010年（平成22年） | 1,555 |
| 2015年（平成27年） | 1,502 |
| 2020年（令和2年）  | 1,421 |

### 世帯数の変遷
国勢調査による世帯数の推移。
| 年                 | 世帯数 |
| ------------------ | ------ |
| 1995年（平成7年）  | 578    |
| 2000年（平成12年） | 608    |
| 2005年（平成17年） | 596    |
| 2010年（平成22年） | 580    |
| 2015年（平成27年） | 596    |
| 2020年（令和2年）  | 572    |

## 学区
市立小・中学校に通う場合、学区は以下の通りとなる（2015年11月時点）。
| 番地 | 小学校           | 中学校           |
| ---- | ---------------- | ---------------- |
| 全域 | 秦野市立西小学校 | 秦野市立西中学校 |

## 事業所
2021年（令和3年）現在の経済センサス調査による事業所数と従業員数は以下の通りである。
| 町丁   | 事業所数 | 従業員数 |
| ------ | -------- | -------- |
| 並木町 | 37事業所 | 297人    |

### 事業者数の変遷
経済センサスによる事業所数の推移。
| 年                 | 事業者数 |
| ------------------ | -------- |
| 2016年（平成28年） | 33       |
| 2021年（令和3年）  | 37       |

### 従業員数の変遷
経済センサスによる従業員数の推移。
| 年                 | 従業員数 |
| ------------------ | -------- |
| 2016年（平成28年） | 263      |
| 2021年（令和3年）  | 297      |

## 交通
- 道路
  - 国道246号が当町の南側を、南隣の沼代新町との境沿いに通っている（柳町交差点 - 沼代交差点）。
- 路線バス
  - 神奈川中央交通（神奈中バス）が渋沢駅（北口）から、国道246号などを経由して当町沿いにも通っている。
- 鉄道
  - 小田急小田原線の渋沢駅（所在地は曲松）まで、当町からは柳町交差点から柳町経由で少し南下するとたどり着く。

## 周辺
- 秦野市立西小学校
- 秦野市立西幼稚園

## その他

### 日本郵便
- 郵便番号 : 259-1317[3]（集配局 : 秦野郵便局[16]）。